# Ctenitis decurrenti-pinnata
Ctenitis decurrenti-pinnata là một loài dương xỉ trong họ Dryopteridaceae. Loài này được Tardieu & C.Chr. mô tả khoa học đầu tiên năm 1938.
Danh pháp khoa học của loài này chưa được làm sáng tỏ. 